# Halothérapie

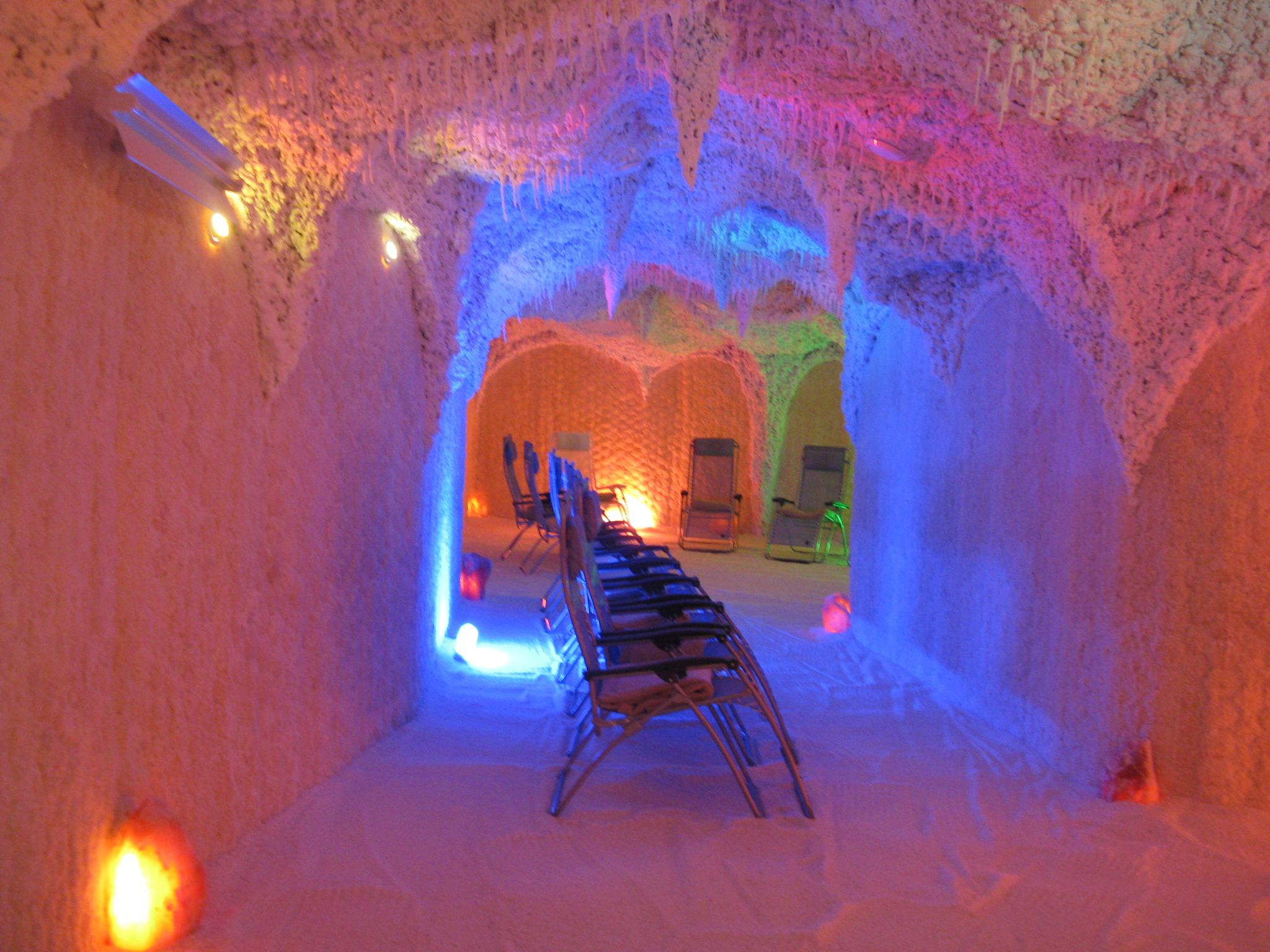
Tunnel servant à l'halothérapie à Bad Soden am Taunus en Allemagne.

L’halothérapie ou la thérapie par le sel est l'usage de sel dans le but de créer des conditions hypothétiquement favorables à la guérison. Le contact avec le sel peut se faire de différentes façons : application de compresses, ingestion ou respiration. Dans ce dernier cas, la technique exige un lieu relativement hermétique (mine de sel ou grotte, par exemple) ayant une atmosphère à concentration élevée de sel, dans le but de créer des conditions ayant d'hypothétiques bénéfices pour la santé de l'appareil respiratoire, notamment le soulagement ou la guérison de l'asthme, (certains auteurs utilisent le terme « spéléothérapie » dans ce cas), car le sel réduirait dans l'air la présence d'éléments bactériens et allergènes.
L'halothérapie fait partie des pratiques thérapeutiques dont aucun bénéfice médical n'a été démontré.